# Stachyphrynium
Stachyphrynium é um género botânico pertencente à família Marantaceae.